# Alpiner Far East Cup 2020/21
Die Saison 2020/21 des alpinen Far East Cups sollte ursprünglich an fünf Austragungsorten in der Volksrepublik China, Südkorea und Russland veranstaltet werden. Wegen der COVID-19-Pandemie konnten jedoch nur die Wettkämpfe in Russland ausgetragen werden. Sie gehörte – wie die anderen Kontinentalrennserien der FIS – zum Unterbau des Weltcups.

## Cupwertungen

### Gesamt
| Rang | Athlet              | Punkte |
| ---- | ------------------- | ------ |
| 1    | Kryštof Krýzl       | 515    |
| 2    | Seigo Katō          | 361    |
| 3    | Yōhei Koyama        | 309    |
| 4    | Aleksandr Andrienko | 305    |
| 5    | Jan Zabystřan       | 280    |

| Rang | Athletin                | Punkte |
| ---- | ----------------------- | ------ |
| 1    | Jekaterina Tkatschenko  | 500    |
| 2    | Anastasija Gornostajewa | 437    |
| 3    | Polina Melnikova        | 431    |
| 4    | Sakurako Mukogawa       | 374    |
| 5    | Julia Pleshkova         | 360    |

### Riesenslalom
| Rang | Athlet              | Punkte |
| ---- | ------------------- | ------ |
| 1    | Seigo Katō          | 320    |
| 2    | Aleksandr Andrienko | 255    |
| 3    | Iwan Kusnezow       | 200    |
| 4    | Kryštof Krýzl       | 190    |
| 5    | Tomoya Ishii        | 166    |

| Rang | Athlet                 | Punkte |
| ---- | ---------------------- | ------ |
| 1    | Jekaterina Tkatschenko | 360    |
| 1    | Julia Pleshkova        | 360    |
| 3    | Miho Mizutani          | 201    |
| 4    | Anastasiia Silanteva   | 200    |
| 5    | Polina Melnikova       | 171    |

### Slalom
| Rang | Athlet          | Punkte |
| ---- | --------------- | ------ |
| 1    | Kryštof Krýzl   | 325    |
| 2    | Kamen Zlatkov   | 265    |
| 3    | Yōhei Koyama    | 248    |
| 4    | Tijan Marovt    | 175    |
| 5    | Richard Leitgeb | 168    |

| Rang | Athlet                  | Punkte |
| ---- | ----------------------- | ------ |
| 1    | Anastasija Gornostajewa | 400    |
| 2    | Polina Melnikova        | 260    |
| 3    | Sakurako Mukogawa       | 255    |
| 4    | Chisaki Maeda           | 190    |
| 5    | Jekaterina Tkatschenko  | 140    |

## Podestplatzierungen Herren

### Super-G
| Datum      | Ort                      | 1. Platz         | 2. Platz         | 3. Platz         |
| ---------- | ------------------------ | ---------------- | ---------------- | ---------------- |
| 22.03.2021 | Juschno-Sachalinsk (RUS) | Rennen abgesagt. | Rennen abgesagt. | Rennen abgesagt. |
| 23.03.2021 | Juschno-Sachalinsk (RUS) | Rennen abgesagt. | Rennen abgesagt. | Rennen abgesagt. |

### Riesenslalom
| Datum      | Ort                      | 1. Platz            | 2. Platz         | 3. Platz            |
| ---------- | ------------------------ | ------------------- | ---------------- | ------------------- |
| 18.02.2021 | High 1 Resort (KOR)      | Rennen abgesagt.    | Rennen abgesagt. | Rennen abgesagt.    |
| 23.02.2021 | Bear Town Resort (KOR)   | Rennen abgesagt.    | Rennen abgesagt. | Rennen abgesagt.    |
| 24.02.2021 | Bear Town Resort (KOR)   | Rennen abgesagt.    | Rennen abgesagt. | Rennen abgesagt.    |
| 19.03.2021 | Juschno-Sachalinsk (RUS) | Iwan Kusnezow       | Jan Zabystřan    | Seigo Katō          |
| 20.03.2021 | Juschno-Sachalinsk (RUS) | Seigo Katō          | Kryštof Krýzl    | Aleksandr Andrienko |
| 26.03.2021 | Juschno-Sachalinsk (RUS) | Iwan Kusnezow       | Seigo Katō       | Kryštof Krýzl       |
| 27.03.2021 | Juschno-Sachalinsk (RUS) | Aleksandr Andrienko | Seigo Katō       | Jan Zabystřan       |

### Slalom
| Datum      | Ort                      | 1. Platz         | 2. Platz         | 3. Platz         |
| ---------- | ------------------------ | ---------------- | ---------------- | ---------------- |
| 19.02.2021 | High 1 Resort (KOR)      | Rennen abgesagt. | Rennen abgesagt. | Rennen abgesagt. |
| 02.03.2021 | Akan (JPN)               | Rennen abgesagt. | Rennen abgesagt. | Rennen abgesagt. |
| 03.03.2021 | Akan (JPN)               | Rennen abgesagt. | Rennen abgesagt. | Rennen abgesagt. |
| 07.03.2021 | Engaru (JPN)             | Rennen abgesagt. | Rennen abgesagt. | Rennen abgesagt. |
| 21.03.2021 | Juschno-Sachalinsk (RUS) | Kamen Zlatkov    | Yōhei Koyama     | Jan Zabystřan    |
| 22.03.2021 | Juschno-Sachalinsk (RUS) | Kryštof Krýzl    | Jan Zabystřan    | Kamen Zlatkov    |
| 24.03.2021 | Juschno-Sachalinsk (RUS) | Yōhei Koyama     | Kryštof Krýzl    | Kamen Zlatkov    |
| 25.03.2021 | Juschno-Sachalinsk (RUS) | Kryštof Krýzl    | Tijan Marovt     | Richard Leitgeb  |

## Podestplatzierungen Damen

### Super-G
| Datum      | Ort                      | 1. Platz         | 2. Platz         | 3. Platz         |
| ---------- | ------------------------ | ---------------- | ---------------- | ---------------- |
| 22.03.2021 | Juschno-Sachalinsk (RUS) | Rennen abgesagt. | Rennen abgesagt. | Rennen abgesagt. |
| 23.03.2021 | Juschno-Sachalinsk (RUS) | Rennen abgesagt. | Rennen abgesagt. | Rennen abgesagt. |

### Riesenslalom
| Datum      | Ort                      | 1. Platz               | 2. Platz               | 3. Platz             |
| ---------- | ------------------------ | ---------------------- | ---------------------- | -------------------- |
| 18.02.2021 | High 1 Resort (KOR)      | Rennen abgesagt.       | Rennen abgesagt.       | Rennen abgesagt.     |
| 23.02.2021 | Bear Town Resort (KOR)   | Rennen abgesagt.       | Rennen abgesagt.       | Rennen abgesagt.     |
| 24.02.2021 | Bear Town Resort (KOR)   | Rennen abgesagt.       | Rennen abgesagt.       | Rennen abgesagt.     |
| 07.03.2021 | Engaru (JPN)             | Rennen abgesagt.       | Rennen abgesagt.       | Rennen abgesagt.     |
| 19.03.2021 | Juschno-Sachalinsk (RUS) | Jekaterina Tkatschenko | Julia Pleshkova        | Anastasiia Silanteva |
| 20.03.2021 | Juschno-Sachalinsk (RUS) | Jekaterina Tkatschenko | Julia Pleshkova        | Mio Arai             |
| 26.03.2021 | Juschno-Sachalinsk (RUS) | Julia Pleshkova        | Jekaterina Tkatschenko | Miho Mizutani        |
| 27.03.2021 | Juschno-Sachalinsk (RUS) | Julia Pleshkova        | Jekaterina Tkatschenko | Miho Mizutani        |

### Slalom
| Datum      | Ort                      | 1. Platz                | 2. Platz               | 3. Platz               |
| ---------- | ------------------------ | ----------------------- | ---------------------- | ---------------------- |
| 19.02.2021 | High 1 Resort (KOR)      | Rennen abgesagt.        | Rennen abgesagt.       | Rennen abgesagt.       |
| 02.03.2021 | Akan (JPN)               | Rennen abgesagt.        | Rennen abgesagt.       | Rennen abgesagt.       |
| 03.03.2021 | Akan (JPN)               | Rennen abgesagt.        | Rennen abgesagt.       | Rennen abgesagt.       |
| 21.03.2021 | Juschno-Sachalinsk (RUS) | Anastasija Gornostajewa | Sakurako Mukogawa      | Polina Melnikova       |
| 22.03.2021 | Juschno-Sachalinsk (RUS) | Anastasija Gornostajewa | Polina Melnikova       | Jekaterina Tkatschenko |
| 24.03.2021 | Juschno-Sachalinsk (RUS) | Anastasija Gornostajewa | Jekaterina Tkatschenko | Polina Melnikova       |
| 25.03.2021 | Juschno-Sachalinsk (RUS) | Anastasija Gornostajewa | Sakurako Mukogawa      | Polina Melnikova       |